# Alaysha Johnson
Alaysha Johnson (née le 20 juillet 1996 à Houston) est une athlète américaine spécialiste du 100 mètres haies.

## Biographie
Pendant ses années à l'Université de l'Oregon, son record personnel au 100 mètres haies est de 12 s 69 obtenus en 2017.
Début 2022, elle termine à la deuxième place des championnats nationaux en salle derrière Gabbi Cunningham, puis atteint les demi-finales du 60 m haies lors des championnats du monde d'athlétisme en salle. 
En plein air, elle court en 12 s 50 à Ponce et bat la Portoricaine Jasmine Camacho-Quinn. Le 12 juin 2022 à New York, elle porte son record personnel sur 100 m haies à 12 s 40 avec un vent favorable de 2,0 m/s. Elle prend ensuite la deuxième place des championnats des États-Unis en 12 s 35, nouveau record personnel. Sélectionnée aux championnats du monde, elle est disqualifiée en séries. Au mois d'août elle remporte le titre lors des championnats NACAC.

### International
| Année | Compétition        | Lieu     | Résultat | Épreuve     | Temps   |
| ----- | ------------------ | -------- | -------- | ----------- | ------- |
| 2022  | Championnats NACAC | Freeport | 1re      | 100 m haies | 12 s 62 |
| 2023  | Jeux panaméricains | Santiago | 3e       | 100 m haies | 13 s 19 |
| 2024  | Jeux olympiques    | Paris    | 7e       | 100 m haies | 12 s 93 |

## Records
| Épreuve     | Temps   | Lieu   | Date         |
| ----------- | ------- | ------ | ------------ |
| 100 m haies | 12 s 31 | Eugene | 30 juin 2024 |